# Network Solutions
A Network Solutions LLC foi fundada em 1979, por Emmit J. McHenry, em Herndon, Virginia nos Estados Unidos, como uma pequena empresa de criação e programação de sistemas de comunicação e redes controlados pelos rudimentares computadores da época.
Foi uma das primeiras empresas voltadas 100% para o mercado da informática e das redes integradas de computador.
A companhia tornou-se o que é hoje, no entanto, apenas 10 anos depois, quando, por meio de um acordo com o governo dos EUA adquiriu a exclusividade na concessão de Nomes de Domínio Internacionais de Alto Nível, como.com,.org,.net, dentre outros diversos.
Até 1999 a Network Solutions foi a única companhia privada a prestar este tipo de serviços nos EUA, quando o ICANN (Internet Corporation for Assigned Names and Numbers) decidiu abrir este privilégio para mais outras 11 empresas.
Segue, no entanto, a Network Solutions como líder de seu segmento de mercado, qual seja, a hospedagem (hosting) de websites e os serviços de concessão de domínio, até os dias de hoje.[carece de fontes?]